# MV Ranga
El Ranga fue un portacontenedores de 1.586 toneladas propiedad de la naviera española Naviera Ason SA, pero alquilado a la naviera islandesa Hafskip. Anteriormente se llamaba Berta de Pérez, pero su nombre fue cambiado en el mar a Ranga, debido a la compañía islandesa. El Ranga estaba en su viaje inaugural desde Vigo a Reikiavik bajo el mando del capitán Miguel Ángel Díaz Madariaga.

## Hundimiento
El barco se quedó sin potencia eléctrica durante este viaje durante una tormenta y naufragó en 52°6′33″N 10°28′6″O / 52.10917, -10.46833 en Dunmore Head, cerca de Coumeenole Beach, cerca de Slea Head en la península de Dingle, Condado de Kerry, Irlanda, el 11 de marzo de 1982.

## Pecio
El barco se perdió por completo y se dividió en dos partes, la popa, con la superestructura , y la proa. En 1989, la empresa Eurosalve intentó desguazarlo, pero fracasó debido a la inaccesibilidad del pecio. La sección de popa del pecio fue retirada en 1991, debido al rodaje de Un lejano lejano , que incluía una escena filmada en Dunmore Head. Hoy en día, solo son visibles la proa y algunos otros trozos dispersos del naufragio.

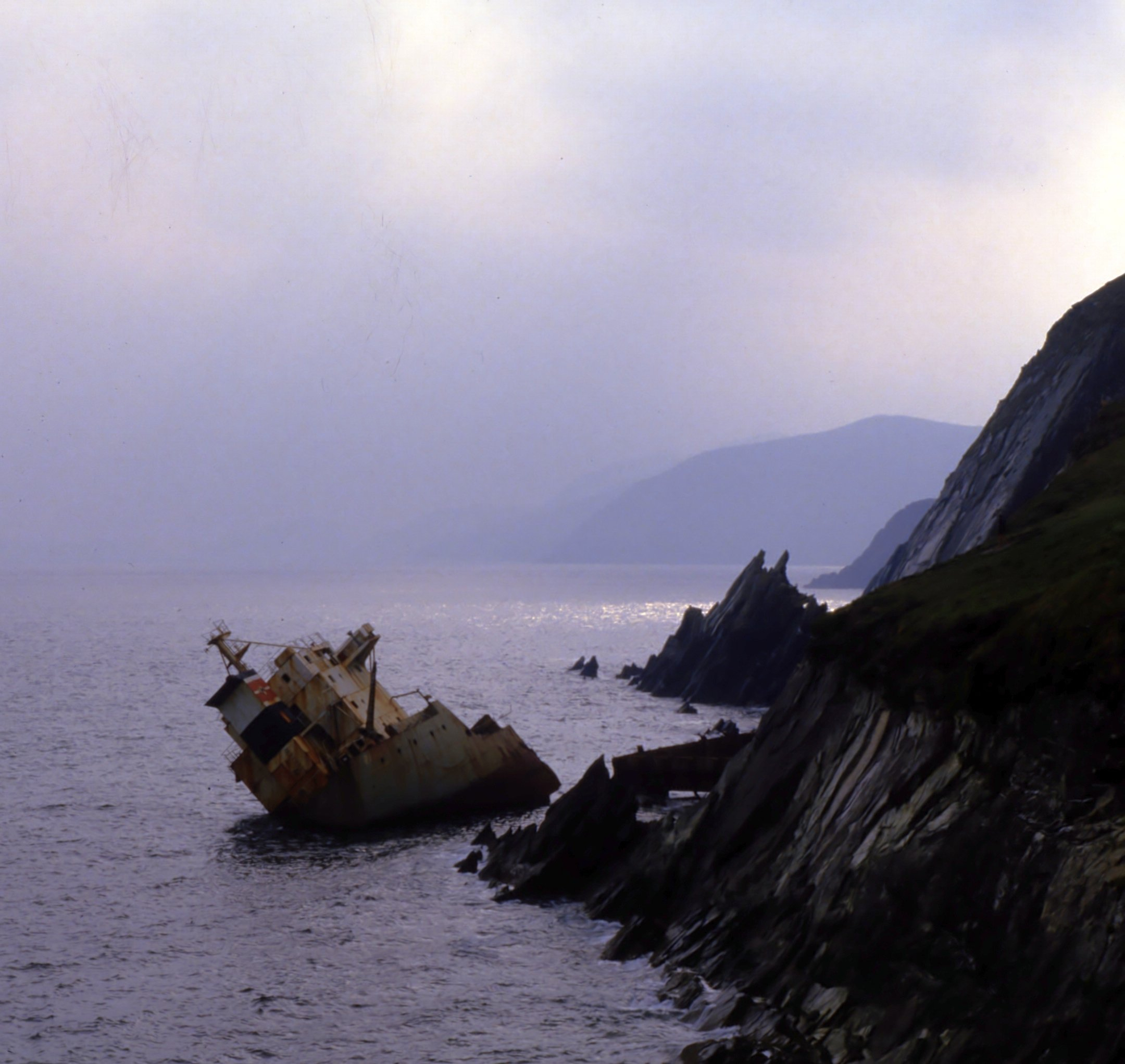
Los restos del Ranga en 1984
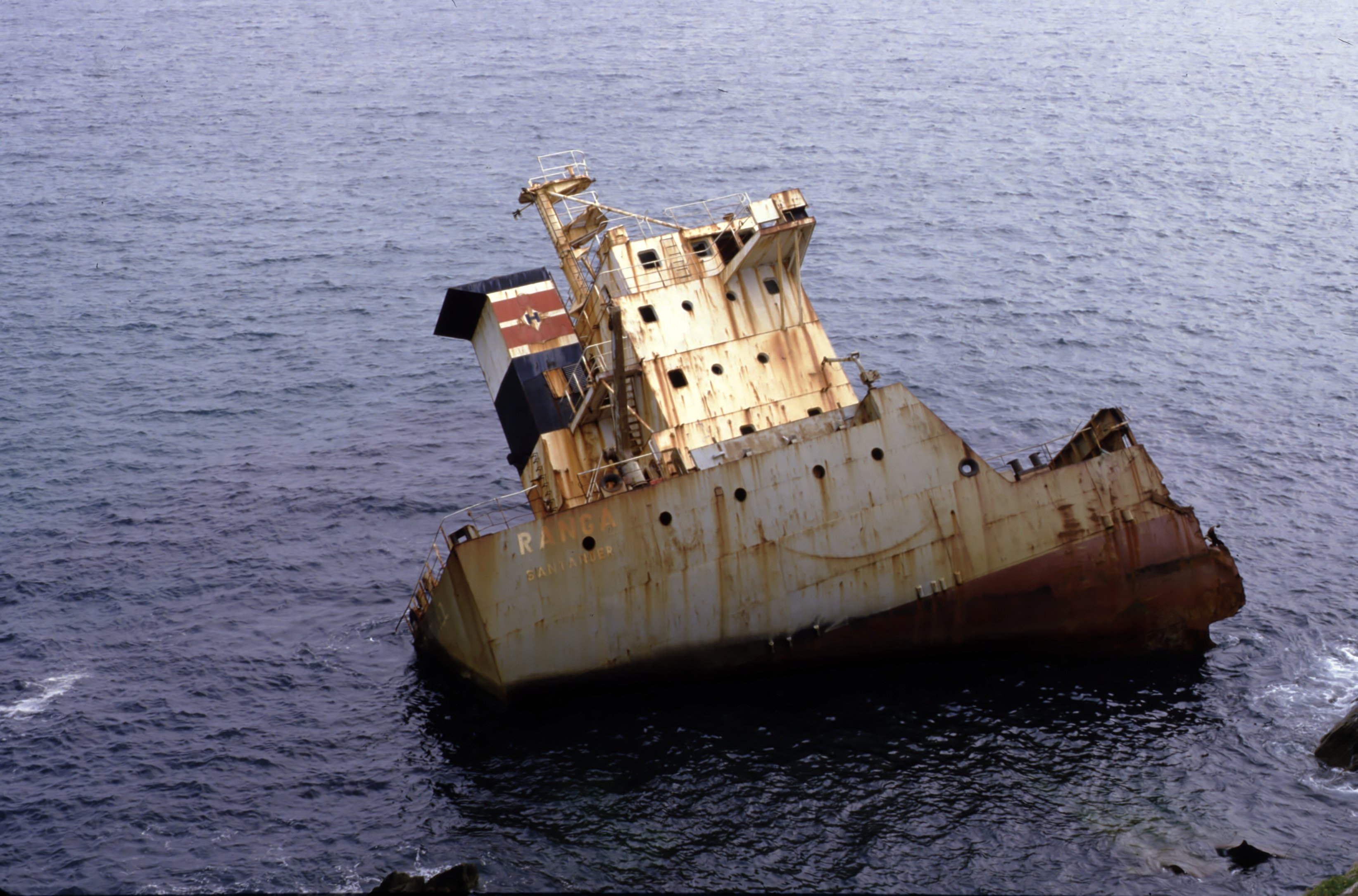
Los restos del Ranga en 1984
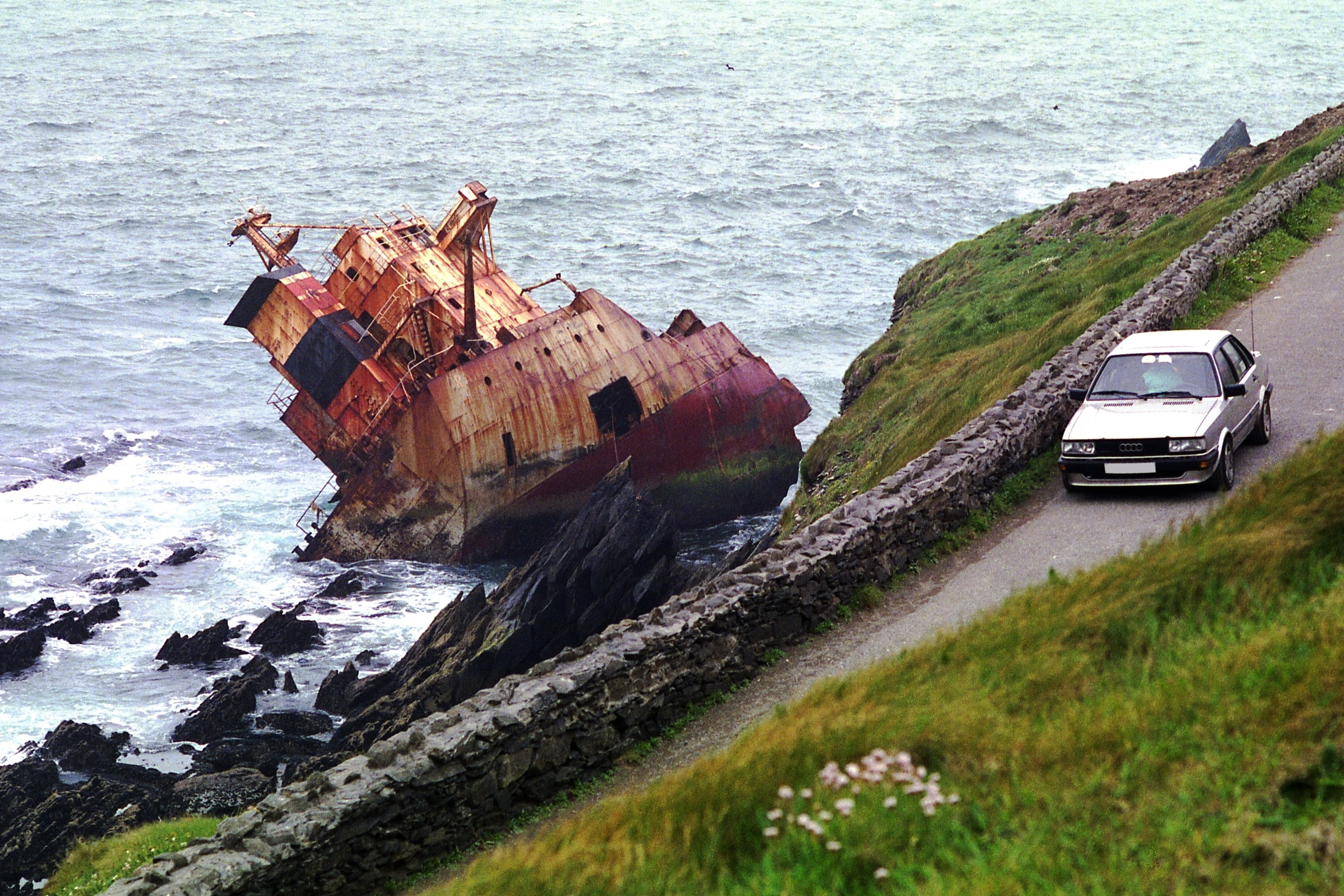
El MV Ranga en 1986
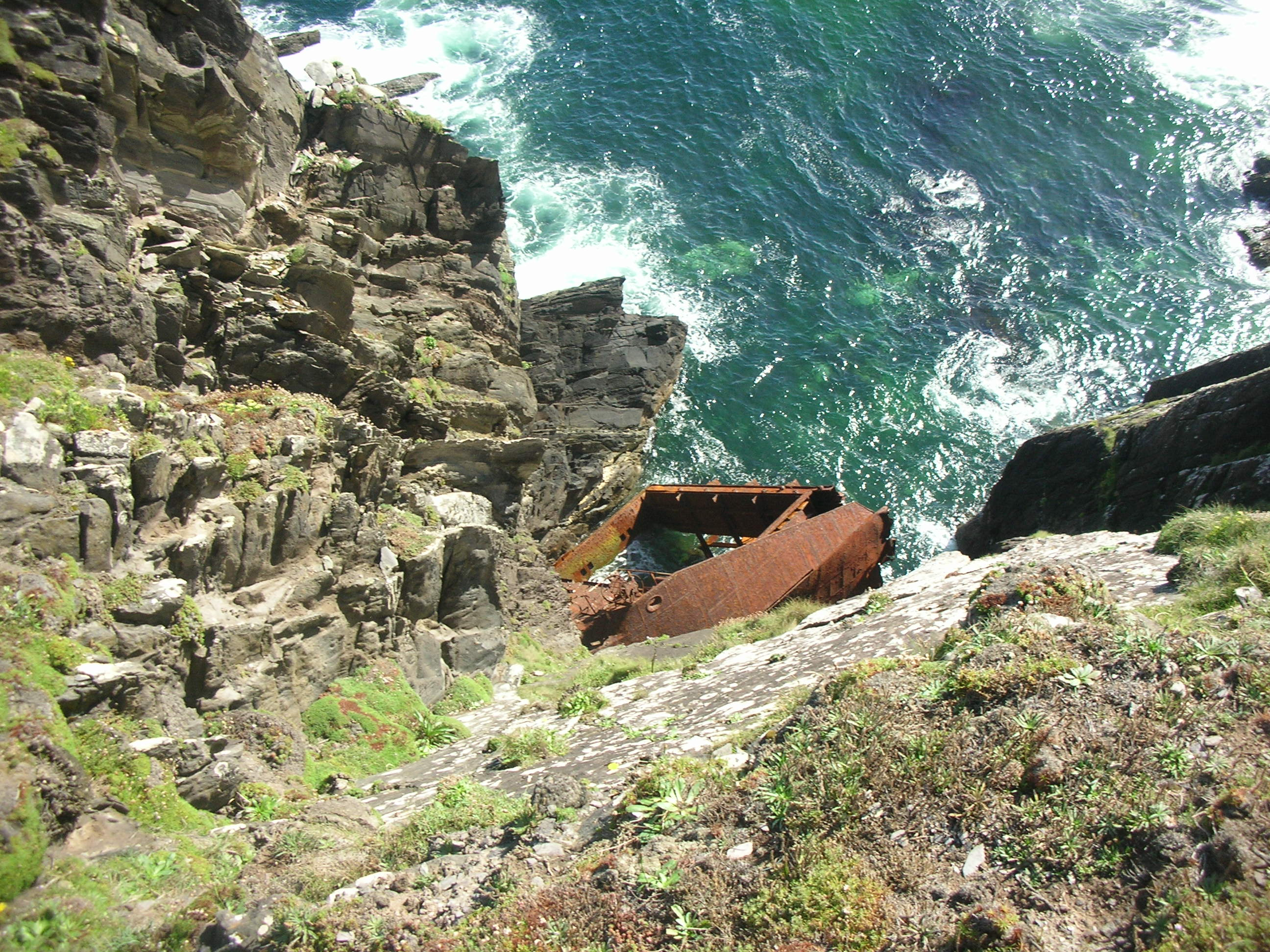
La sección de proa en 2006